# Amara bokori
Amara bokori là một loài bọ cánh cứng trong chi Amara thuộc họ Carabidae.